# Kultury paleolitu

## Kultury paleolitu
W paleolicie pojawił się człowiek zdolny wytwarzać narzędzia, a te stopniowo dały mu coraz większą przewagę nad zwierzętami. Narzędzia były początkowo bardzo prymitywne i nieobrobione, z czasem coraz mniej przypominały przypadkowo znaleziony kamień, a coraz bardziej pieczołowicie obrobiony sprzęt użytkowy.
Kultury paleolityczne nazwane są zazwyczaj od miejsca odkrycia pierwszych narzędzi danego typu.
W zależności od  kształtu i stopnia obróbki  wyróżnia się cztery główne typy kamiennych narzędzi, którymi posługiwały się różne kultury paleolityczne.

## Paleolit dolny
- kultura Olduvai
  - narzędzia nieobrobione, tzw. narzędzia otoczakowe i rozłupce
- kultura aszelska
  - narzędzia wytworzone metodą odłupkową, tzw. odłupki
- kompleks z narzędziami mikroodłupkowymi
  - narzędzia wykonywane z małych otoczaków tzw. mikro-choppery i mikro-chopping-tools
- kultura klaktońska
  - narzędzia wytworzone w drodze obróbki odłupków (ostrza, rylce)

## Paleolit środkowy
- kompleks lewaluaski
- kultura tejacka
- kultura mustierska
- kultura prądnicka
- kultura mikocka

## Paleolit górny
- kultury ostrzy liściowatych
  - kultura Ranis-Mauern
  - kultura jerzmanowicka
  - kultura szelecka
  - kultura strielecka
  - kultura solutrejska
- kultury oryniackie
  - kultura oryniacka
  - kultura Krems
  - kultura circejska
  - kultura olszewska
- kultura gorodcowska
- kultura brynzjeńska
- kultura badegulska
- kultura baradosteńska
- kultury graweckie
  - kultura szatelperońska
  - kultura ulucka
  - kultura sebilska
  - kultura zwierzyniecka
  - kultura arenieńska
  - kultura pawlowska
  - kultura willendorfska
  - kultura mołodowska
  - kultura lipska
  - kultura sagwarska
  - kultura dniepro-desneńskie
  - kultura miezyńska
  - kultura jelisiejewiczańska
  - kultura zarzyjska
  - kultura zamiatnińska
  - kultura kebaryjska
  - kultura ballańska
  - kultura kostienkowska
  - kultura kamiennobałecka
- kultury ostrzy trzoneczkowatych
- kultury ostrzy tylcowych
  - kompleks Federmesser
  - kultura Bromme-Lyngby
  - kultura ahrensburska
  - kultura świderska
- kultura aterska
- kultura ahmarska
- kultura angarska

## Paleolit późny
- kultura magdaleńska
- kultury z tylczakami łukowymi
  - kultura kamiennobałecka
- kultura kreswelsko-hamburska
- kultura muszabieńska
- kultura qadańska
- kultura isnańska
- kultura iberomauruzyjska
- kultury z liściakami
- kultura eburrańska
- kultura afontowska
- kultura kokoniewska
- kultura diuktajska
- kultura selemdżańska

Pod koniec epoki kamiennej człowiek żył w niewielkich gromadach łowieckich, mieszkał w jaskiniach lub własnoręcznie wytworzonych pomieszczeniach typu ziemianek i szałasów. Oddawał cześć duchom zwierząt, również tych przez siebie zabitych, odprawiał obrzędy magiczne i pogrzebowe, malował sceny łowieckie na ścianach jaskiń, i rzeźbił w kości, rogu i kamieniu. W Europie żyły dwa gatunki (nie mylić z podgatunkiem) rodzaju Homo: 
- Homo sapiens
- Homo neanderthalensis.